# Фіджі на літніх Олімпійських іграх 2016
Фіджі на літніх Олімпійських ігор 2016 представляли 54 спортсмени у 10 видах спорту. Вони завоювали першу медаль для країни, й відразу ж золоту — відзначилася збірна Фіджі з регбі-7.

## Медалісти
| Медалі | Спортсмени | Вид спорту | Дисципліна | Дата      |
| ------ | --- | ---------- | ---------- | --------- |
| Золото | Збірна Фіджі з регбі-7 Масівесі Дакувака Апісаі Домолаїлаї Осеа Колінісау Семі Кунатані Віліам Мата Леоне Накарава Ватемо Равоувоу Савенака Равака Кітіоне Таліга Джосуа Туісова Джеррі Туваі Джаса Веремалуа Самісоні Вірівірі | Регбі      | чоловіки   | 11 серпня |

## Спортсмени
| Дисципліна       | Чоловіки | Жінки | Разом |
| ---------------- | -------- | ----- | ----- |
| Стрільба з лука  | 1        | 0     | 1     |
| Легка атлетика   | 1        | 1     | 2     |
| Бокс             | 1        | 0     | 1     |
| Футбол           | 18       | 0     | 18    |
| Дзюдо            | 1        | 0     | 1     |
| Регбі-7          | 12       | 12    | 24    |
| Стрільба         | 1        | 0     | 1     |
| Плавання         | 1        | 1     | 2     |
| Настільний теніс | 0        | 1     | 1     |
| Важка атлетика   | 1        | 1     | 2     |
| Разом            | 37       | 16    | 53    |

## Стрільба з лука
| Спортсмен | Дисципліна                        | Попередній раунд | Попередній раунд | 1/32 фіналу         | 1/16 фіналу        | 1/8 фіналу         | Чвертьфінали       | Півфінали          | Фінал / БМ         | Фінал / БМ      |
| Спортсмен | Дисципліна                        | Результат        | Сіяний           | Суперник Результат  | Суперник Результат | Суперник Результат | Суперник Результат | Суперник Результат | Суперник Результат | Місце           |
| --------- | --------------------------------- | ---------------- | ---------------- | ------------------- | ------------------ | ------------------ | ------------------ | ------------------ | ------------------ | --------------- |
| Роб Елдер | індивідуальна першість (чоловіки) | 635              | 56               | Wei C-h (TPE) L 0–6 | Завершив виступ    | Завершив виступ    | Завершив виступ    | Завершив виступ    | Завершив виступ    | Завершив виступ |

## Легка атлетика
Легенда
- Note – для трекових дисциплін місце вказане лише для забігу, в якому взяв участь спортсмен
- Q = пройшов у наступне коло напряму
- q = пройшов у наступне коло за добором (для трекових дисциплін - найшвидші часи серед тих, хто не пройшов напряму; для технічних дисциплін - увійшов до визначеної кількості фіналістів за місцем якщо напряму пройшло менше спортсменів, ніж визначена кількість)
- NR = Національний рекорд
- N/A = Коло відсутнє у цій дисципліні
- Bye = спортсменові не потрібно змагатися у цьому колі
- NM = жодної успішної спроби

Трекові і шосейні дисципліни
| Спортсмен      | Дисципліна                | Попередній забіг | Попередній забіг | Чвертьфінал | Чвертьфінал | Півфінал         | Півфінал         | Фінал            | Фінал            |
| Спортсмен      | Дисципліна                | Результат        | Місце            | Результат   | Місце       | Результат        | Місце            | Результат        | Місце            |
| -------------- | ------------------------- | ---------------- | ---------------- | ----------- | ----------- | ---------------- | ---------------- | ---------------- | ---------------- |
| Сісілія Сівула | біг на 100 метрів (жінки) | 12.34            | 2 Q              | 12.48       | 8           | Завершила виступ | Завершила виступ | Завершила виступ | Завершила виступ |

Технічні дисципліни
| Спортсмен      | Дисципліна               | Кваліфікація       | Кваліфікація | Фінал              | Фінал           |
| Спортсмен      | Дисципліна               | Результат у метрах | Місце        | Результат у метрах | Місце           |
| -------------- | ------------------------ | ------------------ | ------------ | ------------------ | --------------- |
| Леслі Коупленд | метання списа (чоловіки) | 76.04              | 32           | Завершив виступ    | Завершив виступ |

## Бокс
| Спортсмен    | Категорія           | 1/16 фіналу          | 1/8 фіналу         | Чвертьфінали       | Півфінали          | Фінал              | Фінал           |
| Спортсмен    | Категорія           | Суперник Результат   | Суперник Результат | Суперник Результат | Суперник Результат | Суперник Результат | Місце           |
| ------------ | ------------------- | -------------------- | ------------------ | ------------------ | ------------------ | ------------------ | --------------- |
| Вінстон Гілл | до 69 кг (чоловіки) | Маргарян (ARM) L 0–3 | Завершив виступ    | Завершив виступ    | Завершив виступ    | Завершив виступ    | Завершив виступ |

## Футбол

### Чоловічий турнір
Склад команди
Груповий етап
Футбол на літніх Олімпійських іграх 2016 — чоловічий турнір – Group C
Шаблон:Чоловічий турнір з футболу на літніх Олімпійських іграх 2016, гра C1
Шаблон:Чоловічий турнір з футболу на літніх Олімпійських іграх 2016, гра C3
Шаблон:Чоловічий турнір з футболу на літніх Олімпійських іграх 2016, гра C5

## Дзюдо
| Спортсмен       | Категорія           | 1/32 фіналу        | 1/16 фіналу             | 1/8 фіналу         | Чвертьфінали       | Півфінали          | Втішний поєдинок   | Фінал / БМ         | Фінал / БМ      |
| Спортсмен       | Категорія           | Суперник Результат | Суперник Результат      | Суперник Результат | Суперник Результат | Суперник Результат | Суперник Результат | Суперник Результат | Місце           |
| --------------- | ------------------- | ------------------ | ----------------------- | ------------------ | ------------------ | ------------------ | ------------------ | ------------------ | --------------- |
| Джосатекі Наулу | до 81 кг (чоловіки) | Bye                | Сабіров (UZB) L 001–100 | Завершив виступ    | Завершив виступ    | Завершив виступ    | Завершив виступ    | Завершив виступ    | Завершив виступ |

## Регбі-7

### Чоловічий турнір
Склад команди
Шаблон:Склад чоловічої збірної Фіджі з регбі-7 на літніх Олімпійських іграх 2016
Груповий етап
Шаблон:Підсумкова таблиця в групі A чоловічого турніру з регбі-7 на літніх Олімпійських іграх 2016
Шаблон:Чоловічий турнір з регбі-7 на літніх Олімпійських іграх 2016, гра A2
Шаблон:Чоловічий турнір з регбі-7 на літніх Олімпійських іграх 2016, гра A4
Шаблон:Чоловічий турнір з регбі-7 на літніх Олімпійських іграх 2016, гра A6
Чвертьфінал
Шаблон:Чоловічий турнір з регбі-7 на літніх Олімпійських іграх 2016, гра D1
Півфінал
Шаблон:Чоловічий турнір з регбі-7 на літніх Олімпійських іграх 2016, гра G1
Гонка за золоту медаль
Шаблон:Чоловічий турнір з регбі-7 на літніх Олімпійських іграх 2016, гра H2

### Жіночий турнір
Склад команди
Шаблон:Склад жіночої збірної Фіджі з регбі-7 на літніх Олімпійських іграх 2016
Груповий етап
Шаблон:Підсумкова таблиця в групі A жіночого турніру з регбі-7 на літніх Олімпійських іграх 2016
Шаблон:Жіночий турнір з регбі-7 на літніх Олімпійських іграх 2016, гра A1
Шаблон:Жіночий турнір з регбі-7 на літніх Олімпійських іграх 2016, гра A4
Шаблон:Жіночий турнір з регбі-7 на літніх Олімпійських іграх 2016, гра A5
Чвертьфінал
Шаблон:Жіночий турнір з регбі-7 на літніх Олімпійських іграх 2016, гра D3
Classification semifinal (5–8)
Шаблон:Жіночий турнір з регбі-7 на літніх Олімпійських іграх 2016, гра F2
Матч за сьоме місце
Шаблон:Жіночий турнір з регбі-7 на літніх Олімпійських іграх 2016, гра F3

## Стрільба
| Спортсмен   | Дисципліна      | Кваліфікація | Кваліфікація | Півфінал        | Півфінал        | Фінал           | Фінал           |
| Спортсмен   | Дисципліна      | Очки         | Місце        | Очки            | Місце           | Очки            | Місце           |
| ----------- | --------------- | ------------ | ------------ | --------------- | --------------- | --------------- | --------------- |
| Гленн Кейбл | трап (чоловіки) | 112          | 23           | Завершив виступ | Завершив виступ | Завершив виступ | Завершив виступ |

## Плавання
| Спортсмен         | Дисципліна                          | Попередній заплив | Попередній заплив | Півфінал         | Півфінал         | Фінал            | Фінал            |
| Спортсмен         | Дисципліна                          | Час               | Місце             | Час              | Місце            | Час              | Місце            |
| ----------------- | ----------------------------------- | ----------------- | ----------------- | ---------------- | ---------------- | ---------------- | ---------------- |
| Мелі Малані       | 50 метрів вільним стилем (чоловіки) | 23.88             | 51                | Завершив виступ  | Завершив виступ  | Завершив виступ  | Завершив виступ  |
| Мателіта Буадромо | 200 метрів вільним стилем (жінки)   | 2:05.49           | 40                | Завершила виступ | Завершила виступ | Завершила виступ | Завершила виступ |

## Настільний теніс
| Спортсмен | Дисципліна               | Попередній раунд   | Раунд 1            | Раунд 2            | Раунд 3            | 1/8 фіналу         | Чвертьфінали       | Півфінали          | Фінал / БМ         | Фінал / БМ       |
| Спортсмен | Дисципліна               | Суперник Результат | Суперник Результат | Суперник Результат | Суперник Результат | Суперник Результат | Суперник Результат | Суперник Результат | Суперник Результат | Місце            |
| --------- | ------------------------ | ------------------ | ------------------ | ------------------ | ------------------ | ------------------ | ------------------ | ------------------ | ------------------ | ---------------- |
| Саллі Ї   | одиночний розряд (жінки) | Едем (NGR) L 0–4   | Завершила виступ   | Завершила виступ   | Завершила виступ   | Завершила виступ   | Завершила виступ   | Завершила виступ   | Завершила виступ   | Завершила виступ |

## Важка атлетика
| Спортсмен       | Категорія           | Ривок     | Ривок | Поштовх   | Поштовх | Загалом | Місце |
| Спортсмен       | Категорія           | Результат | Місце | Результат | Місце   | Загалом | Місце |
| --------------- | ------------------- | --------- | ----- | --------- | ------- | ------- | ----- |
| Мануелі Туло    | до 56 кг (чоловіки) | 106       | 16    | 136       | 13      | 242     | 13    |
| Аполонія Вайвай | до 69 кг (жінки)    | 88        | 15    | 113       | 11      | 201     | 11    |